# Ponte Internacional de Rusumo
A Ponte Internacional de Rusumo (em suaíli:  Daraja la Kimataifa Rusumo) é uma ponte rodoviária sobre o rio Kagera, ligando o Ruanda e a Tanzânia. O projeto foi financiado pela Agência de Cooperação Internacional do Japão.